# スカートめくり
スカートめくりとは、着用中のスカートを不意・計画的にめくり上げて下着や下半身を露出させる行為である。他人のものをめくり上げた場合は迷惑防止条例違反、自分のものをめくり上げた場合は公然わいせつ罪となることがある。1960年代から1980年代にかけて、幼稚園児から高校生までの児童・生徒、もしくは3歳から18歳までの少年が主に少女を狙って流行した。
スカートめくりを行う心理としては、性的欲求、気になる相手への悪戯心、果ては特定の個人に対するいじめなどが挙げられる。

## 経緯
古くは、大阪ことばで「おいどまくりご法度」（「おいどまくりはやった」）と称した着物の裾めくりが存在した。この、文句を唱えながら相手の着物の裾をたくし上げる児戯は、明治末まで流行ったとされる。のちに昭和の子供がスカートめくりとなったのも、着物からスカートを着衣する風習がかわっただけで根本的には同様のものだと指摘される。

### 昭和初期
昭和初期から第二次世界大戦前は、建前上は性抑制が標榜された時代であったが、それでも子供は親の目を盗んで「お医者さんごっこ」なり「スカートまくり」を行っていたと、第二次世界大戦後の書籍に書かれている。戦後まもない生まれの人間も、幼少時代に「スカートまくり」は行われていたと、往時を振り返って証言している。

### 1970年に流行
1969年、丸善石油（現コスモ石油）のテレビCMで、突風で小川ローザのスカートが舞い上がり、「オー!!モーレツ」と叫んで小川がそれを押さえるシーンが登場し、これと重なる時期に永井豪の漫画『ハレンチ学園』がヒットしたことで、「モーレツごっこ」と称するスカートめくりが1970年頃に小中学校で流行した。1971年には、小学生のスカートめくりは下火になったと報告されているが、撲滅されたわけではなく、今日まで嫌がらせ、あるいはいじめの一環として小・中・高校生のあいだにあり続けており、世情調査もいくつか発表されている（以下参照）。

### 平成以降
1998年科学警察研究所で刊行された調査では、高・大学生の問い合わせでは28.8％が「ズボン・パンツを脱がされた/スカートめくり」を体験したと回答している。同時に、高・大学生に対して各種の性的いやがらせの許容度（いかなる場合も許されないの回答率）を問うたところ、「スカートめくり」(74.3%)との結果で、これは「抱きつく」(70.7%)、「キス」(70.2%)、「いやらしい目つき」(69.8%)と同等水準だった。
同年の民間の出版物では、中・高校生のこうした行為を性的いやがらせのうち「身体的ないやがらせ」に数え統計を出しているが、小学生による「スカートめくり」の場合は、世論としていたずらとして看過されがちだと指摘している。
2017年には現職教員と大学教員のアンケート調査（ただしこちらは見たり聞いたりしたことがあるかの調査）も発表されており、全員に近い人数がズボンおろしやスカートめくりを勤務校や、周囲の生徒に発生した事実と認識した。

## スカートめくりの風

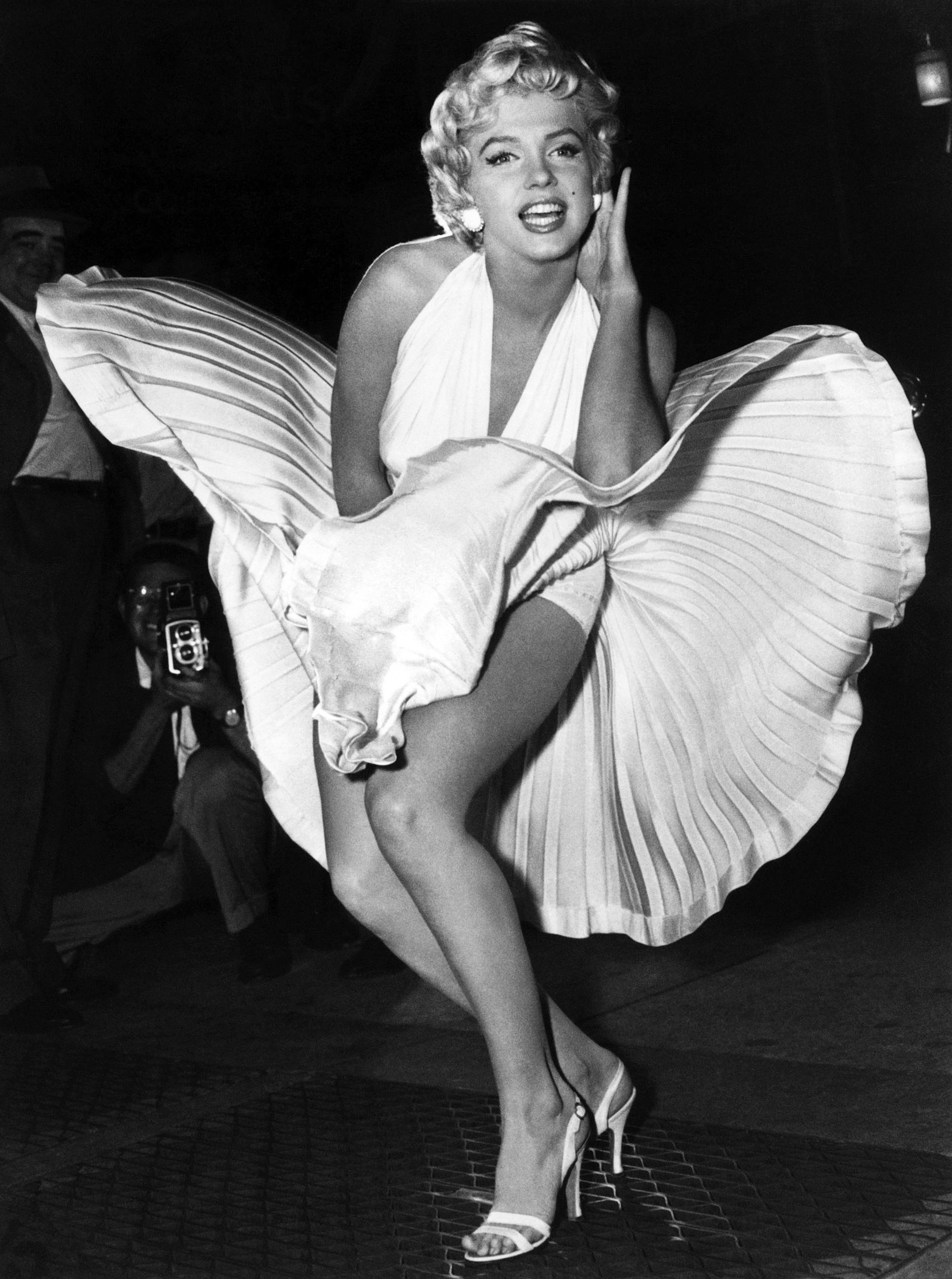
マリリン・モンロー

マリリン・モンローのスカートが地下鉄の風圧で舞い上がるシーン（『七年目の浮気』1955年）が有名であるが、上述の1969年の「モーレツ」のCMは、そのパロディではないかとの推察がある。
また「スカートめくりの風」と、この映画の強風を形容していることが1977年にこの女優が出演する別の映画の8ミリ映画版販売広告に確認できるが、1951年の『キネマ旬報』の掲載されたモンローが出演しない映画の批評に、似たような表現もみられる。

## 自身のスカートめくり
スカートを着衣した人間が自分のスカートをめくって露出をおこなうことも可能である。芸能人が話題性のために公衆の面前で故意に行う事もある。また、女装した男性がそのスカートを自分でめくって露出する事件が、新聞掲載されている。

## スカートめくりを取り扱った作品
- 『ハレンチ学園』（1969年、漫画、映画、テレビドラマ）
- 『宇宙戦艦ヤマト』（1974年、アニメ） - アナライザーによる森雪への行動。なお、リメイク作品『宇宙戦艦ヤマト2199』（2012年）では放送コードへの配慮から、取り止められている（詳細はアナライザーの記事を参照）。
- 『ドラえもん』（1979年、漫画、アニメ） - テレビアニメ版の『悪魔のパスポート』や劇場版の『ドラえもん のび太の魔界大冒険』他多く登場。
- 『うる星やつら』（1980年、漫画、アニメ） - 主人公の諸星あたるがヨーヨーの秘技として描写されている。1981年にアニメ化された際は第10回「ときめきの聖夜」にて、原作と同様の描写がある。
- 『さすがの猿飛』（1980年、漫画、アニメ） - テレビアニメ版のオープニングなどで登場。
- 『まいっちんぐマチコ先生』（1980年、漫画、アニメ等） - テレビアニメ版のオープニングなどで登場。
- 『スクール☆ウォーズ』（1984年、テレビドラマ） - オープニングなどで登場。
- チロルチョコ （1994年、テレビCM） - スカートを捲りあげる小学生少女が登場するこのCMは、PTAからの抗議によって放映中止になったといわれる[20]。
- 『あずきちゃん』（1992年、漫画、アニメ)
- 『あいくるしい』(2005年、ドラマ)　-第４話で登場。車をヒッチハイクするために友達の少女のスカートをめくって下着を丸出しにするシーンがある。
- 『12歳。』（2015年、オリジナルドラマ） - 「結衣編」の冒頭で登場。
- 『葬送のフリーレン』（2020年、漫画[21]、アニメ)

めくって見せる例
- 『ゴリラーマン』11巻 - 高校の女子テニス部の部員が白のスコートを前から捲り上げる。
- 「チロルチョコ」CM（1990年代）- 少女3人が自らスカートを捲って踊る
- 乃木坂46『おいでシャンプー』のミュージック・ビデオ -南流石によるカンカン踊り風の振付が含まれたが[要出典]その部分は変更された[22]。
- 『(G)えでぃしょん』（2010年、漫画）- 第1話では自身の運命を受け入れない主人公の少女に喝を入れるためにスカートをめくり、下着を丸出しにするシーンがあった。また、第5話では他の人物に身体を乗っ取られた主人公が自身の意に反して自分のスカートをめくった。

その他の例
- 『月刊少年マガジン』（2005年、テレビCM）- ミニスカート姿のくノ一が敵の忍者との戦闘中に「忍法影操りの術」で身体を操られ、最後にはM字開脚で強制的に股を開かされ下着を丸出しにされる。